# Anni 1850
Gli anni 1850 sono il decennio che comprende gli anni dal 1850 al 1859 inclusi. Carlo III 1856-1889 figli: Alberto ? - 1922

## Eventi, invenzioni e scoperte
- Guerra di Crimea
- Viene pubblicato in volume il romanzo Madame Bovary di Gustave Flaubert.
- Seconda guerra d'indipendenza italiana tra i piemontesi alleati dell'imperatore francese Napoleone III e l'Impero austro-ungarico.
- Dal 1850 le temperature globali riprendono a salire. Finisce la piccola era glaciale.

## Personaggi
- Camillo Benso, conte di Cavour